# サン・ヴィセンテ岬の海戦 (1719年)
サン・ヴィセンテ岬の海戦（サン・ヴィセンテみさきのかいせん、英語: Battle of Cape St Vincent）は四国同盟戦争中の1719年12月21日、サン・ヴィセンテ岬の近くにてフィリップ・キャヴェンディッシュ率いるイギリス艦3隻とドン・ロドリゴ・デ・トレス率いるスペイン艦トロサ（Tolosa）、エルミオーナ（Hermiona）、グアダルーペ（Guadalupe）の間の戦闘。
スペイン艦隊は数日前にイギリスのフリゲート1隻とスループ1隻を拿捕していたが、このときはビスケー湾を巡航している英仏艦隊に拿捕されることを防ぐためにサンタンデールからカディスへ向かっている最中である。スペイン艦隊は5時間の戦闘の後、イギリス艦隊に撤退を強いることに成功し、翌年1月2日にはカディスへ到着した。
後に戦列艦グロリオーソ（Glorioso）の船長になり、スパニッシュ・メインから金を積載してスペイン本国への有名な航海を行い、ヌエバ・グラナダ副王にも就任したペドロ・メシア・デ・ラ・セルダはこの戦闘に参加した。